# Повернення (Цілком таємно)
Повернення (Redux) — 1-й епізод 5-го сезону серіалу «Цілком таємно». Друга частина трилогії «Повернення». Епізод відноситься до «міфології серіалу» та надає змогу глибше вивчити її. Прем'єра в мережі «Фокс» відбулася 2 листопада 1997 року.
Серія за шкалою Нільсена отримала рейтинг домогосподарств 16.1 з часткою 22 — загалом 27,34 мільйона глядачів переглянули епізод під час його первісного ефіру.
Малдер перебуває вдома й отримує дзвінок від Крічгау про те, що їх прослуховують. Фокс вривається на другий поверх свого будинку й вбиває там працівника Міністерства оборони Остельгоффа. Він повідомляє про це Скаллі, і агенти вдвох вирішують інсценувати самовбивство Малдера. Скаллі опізнає ніби-то мертвого Малдера. Тим часом Фокс по картці Остельгоффа з допомогою Крічгау потрапляє в секретні архіви Міністерства оборони, де знаходить ампулу з якоюсь рідиною у папці на Дейну Кетрін Скаллі.

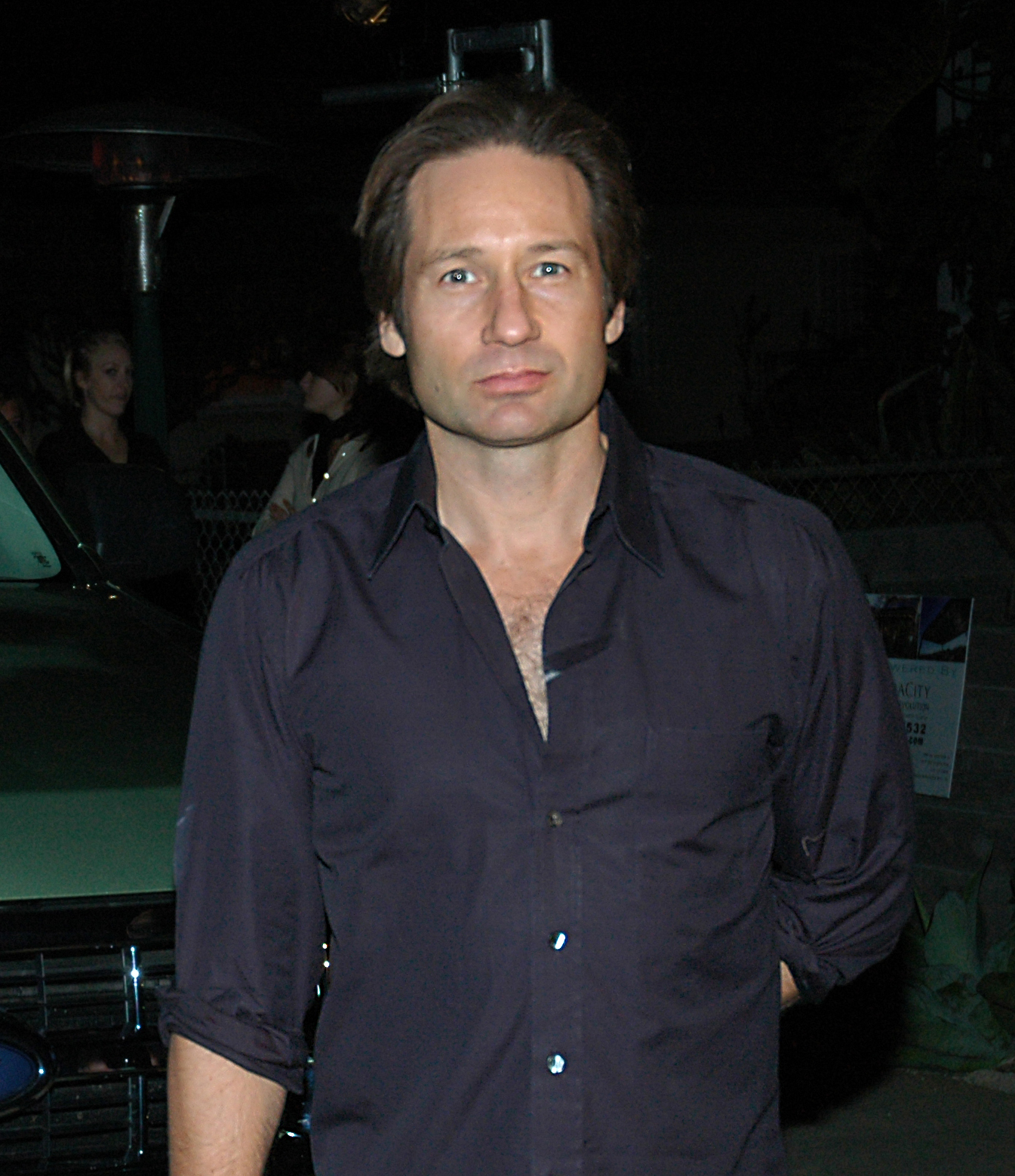

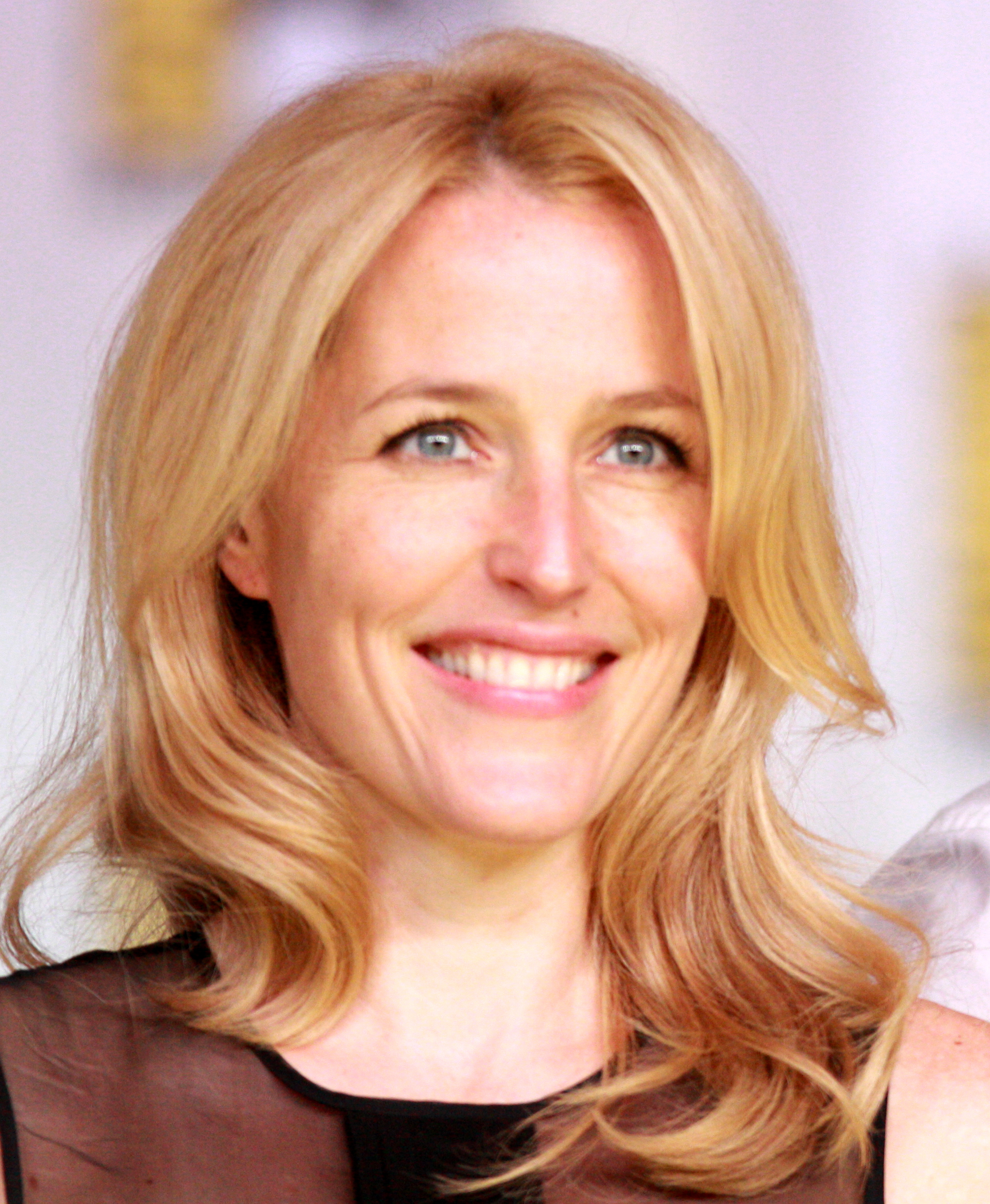

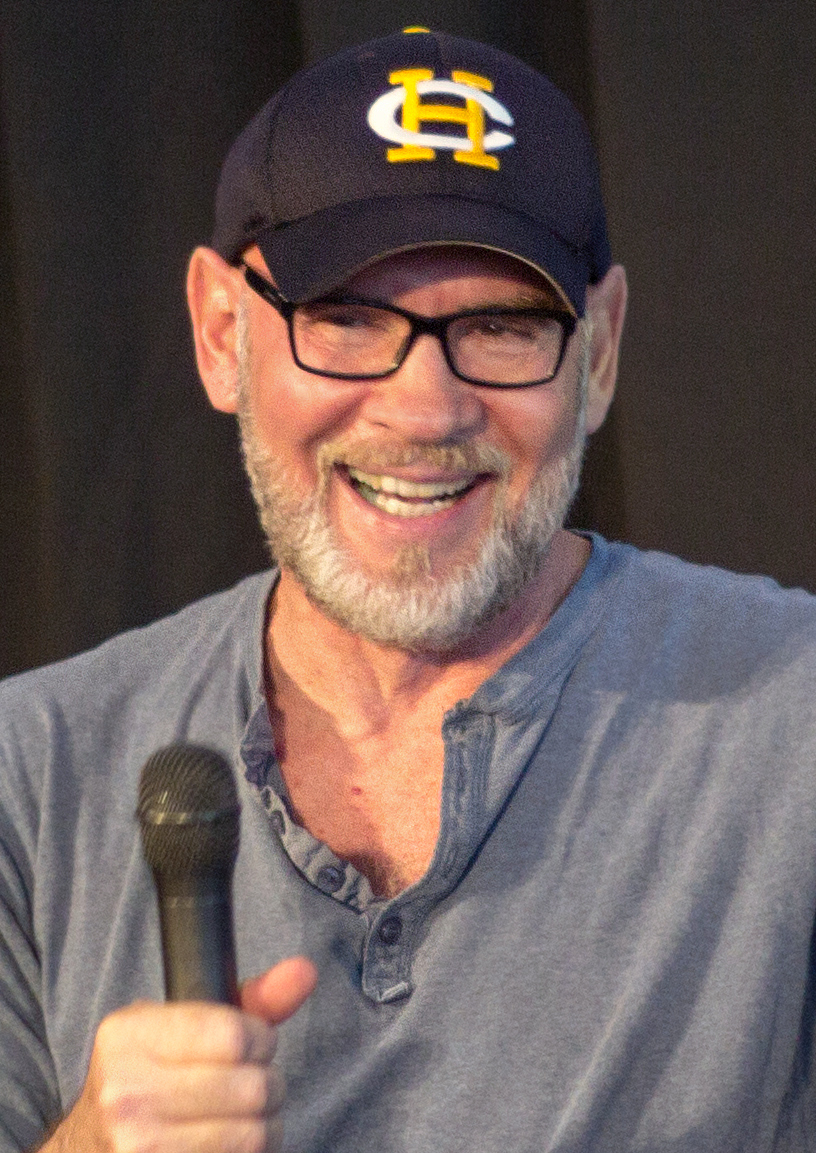

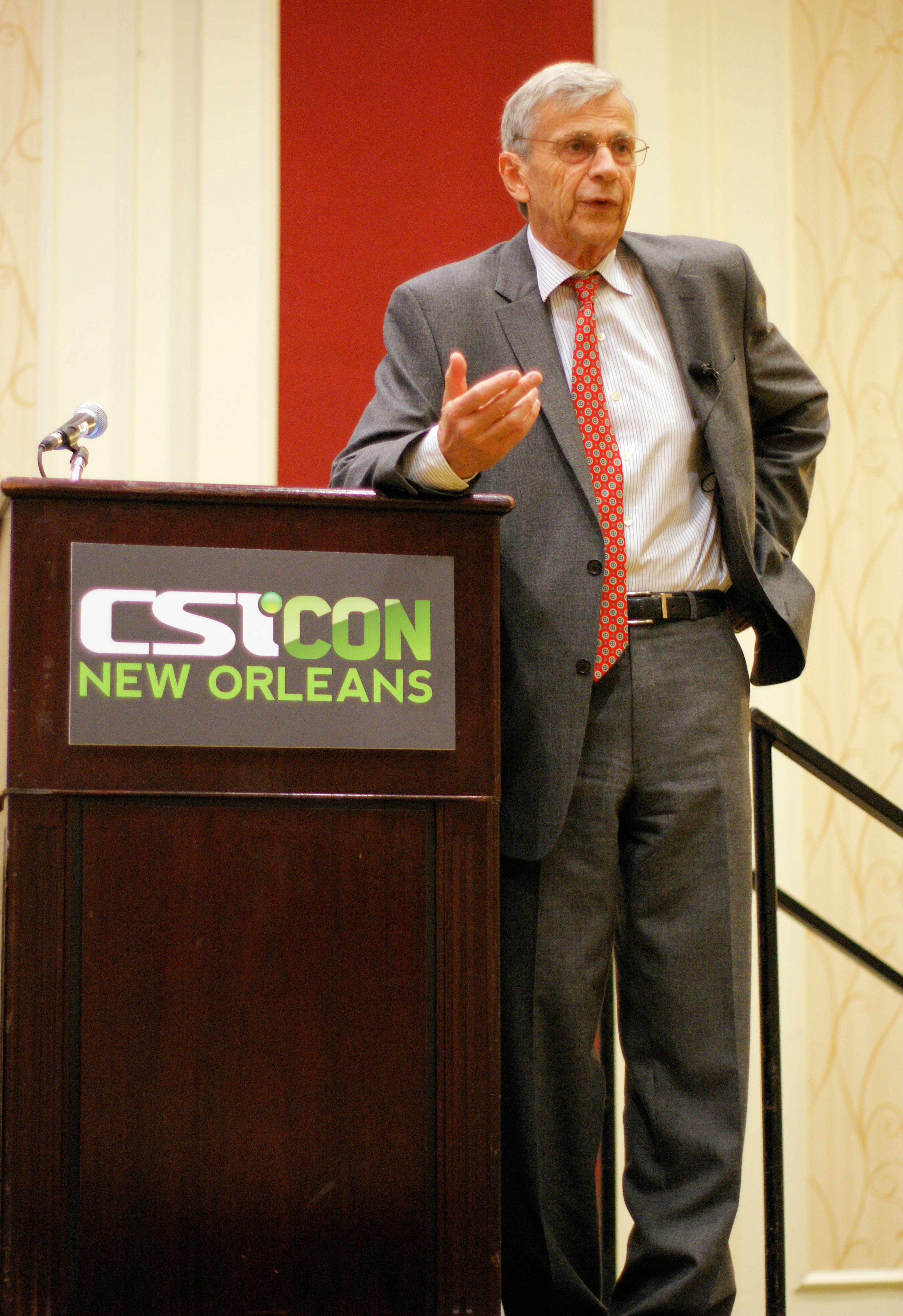

## Зміст
Будь-яка брехня веде до правди
В горах Святого Іллі Малдер з двома науковцями знаходять тіло інопланетянина. Керн з пробами льоду вилучає ОПК США.
Поки Малдер засмучений та розчарований тим, що дізнався, він отримує анонімний дзвінок від Майкла Крічгау, який попереджає — будинок Фокса знаходиться під наглядом. Малдер застає зненацька чоловіка, який шпигує за ним у кімнаті нагорі й починає палити папери, і вбиває його, коли той виймає зброю.
Фокс повідомляє Скаллі, сидячи у темряві в її спальні, що виявив — незнайомець, якого він застрелив, передавав дані представнику ФБР. У згоді із нею, він пропонує збрехати заради правди й імітує свою смерть, видаючи мертве тіло чоловіка, спотворене вистрелом в голову, за своє власне. При виході від кімнати Малдера її перестріває Волтер Скіннер й повідомляє — агентку викликають для доповіді до комісії під головуванням Скотта Блевінса. Тим часом Малдер з перепесткою, що надає йому доступ до всіх кімнат агентства, проникає в DARPA. При допиті Скіннер показує світлину; Скаллі підтверджує що це Крічгау. Крічгау розповідає йому таємну історію змов, створених американським урядом з часу кінця Другої світової війни.
Зі свого боку, Курець виявляє підказки, які переконують його, що Малдер не мертвий. Дослідження Скаллі щодо контакту невідомого, якого вбив Малдер, змушує її повірити — до цього причетний Скіннер. Доктор Вітальяно передзвонює до Дейни і просить прибути подивитися на зразки льоду. Крічгау повідомляє Малдеру — його син повернувся з війни у Перській затоці хворим від бактеріологічної зброї і тому він хоче відомстити уряду. Коли Крічгау заарештовують солдати, Малдер виявляє фальшиві трупи інопланетян, а також склад, заповнений файлами та справами, в яких він знаходить зразок продукту, який — на його думку — може вилікувати онкозахворювання Скаллі. В палеокліматичній лабораторії Скаллі і науковець досліджують клітини, які не можуть ідентифікувати ні як рослинні ні як тваринні. Науковець бере кров за наполяганням Дейни — вона хоче відтестувати на схожість з невідомими клітинами. У Скіннера конфлікт з Дейною щодо її брехні у свідченнях про смерть Малдера. Скаллі здійснює тестування на схожість клітин ракової пухлини з її організму та невідомих клітин. Вона приходить до висновку — клітини невідомої химери ідентичні клітинам її онкозахворювання.
Курець знаходить сліди Малдера (він зайшов у будову по перепустці Скотта Остельгоффа), але дозволяє йому залишити приміщення DARPA. Перед комісією Скаллі каже, що Малдер мертвий і що він став жертвою гігантських маніпуляцій, які тривали роками. Вона також заявляє, що їй прищепили онкозахворювання й людина, відповідальна за це, присутня в даній кімнаті. Вона викладає свої дослідження; у неї знову йде з носа кров. Скаллі втрачає свідомість, її підхоплює Скіннер.
Малдер приносить зразок, який він знайшов, Самотнім стрільцям, вони повідомляють Фоксу — це є іонізована вода і більше нічого.

## Створення
Кріс Картер, розповідаючи про «Повернення» та «Повернення II», оповів, що «хотів пов'язати багато вільних кінців минулого сезону, і обіграв ідею, що змова — це підступ і що це було зроблено, аби приховати різні земні та часові погрішностіи». . Таким чином ці епізоди започатковували сюжетну лінію про втрату віри Фокса Малдера у пришестя інопланетян, яка буде завершена в епізоді «Червоне і чорне». Доки письменники продовжували «грати» з думкою про втрату віри Малдера, виконавчий продюсер Френк Спотніц дізнається, що шанувальники ніколи не сприймали цей поворот подій, і вони відмовилися зробити переможцем Курця. Відображаючи цей головний сюжет епізоду, мітка для «Повернення» змінюється на «Будь-яка брехня веде до правди».
Важливим моментом епізоду є онкозахворювання Скаллі та можливість її ремісії. За словами Френка Спотніца, «Повернення» має низку причин для одужання Скаллі, включаючи стандартне медичне лікування, божественне втручання, породжене вірою, чи «фішку», яку пропонує Курець. Чітка відповідь насправді не надається — це, за словами Джона Шибана, було прописано навмисно, оскільки вони хотіли залишити цю сюжетну лінію відкритою для тлумачення. За словами Картера, весь цей сюжет прийняв «ідею серіалу» і закрутив її «найцікавішим чином».
За словами Р. В. Гудвіна (режисер «Повернення-I»), знімальна група була настільки вражена монологом актора Джона Фінна, який стверджує, що НЛО — це державна принада, аж він зірвав оплески після закінчення зйомок. Сценарій цієї промови був особливо довгим, і Гудвін порівнював його з «жовтими сторінками». Оригінальні версії сценарію «Повернення» містили постать «Сірого чоловіка» (зіграв Морріс Панич) на місці «Тихого Віллі». Однак, коли Панич не зміг з'явитися в епізоді через проблеми із плануванням, історія була переписана і створено нового персонажа, зображеного Віллі Россом.
Незважаючи на те, що була прем'єра, дві частини «Повернення» були другим та третім епізодами, випущеними відповідно до сезону, через зайнятість Девіда Духовни та Джилліан Андерсон, необхідних для зйомок у фільмі «The X-Files». Після завершення виробництва, «Повернення-2», зокрема, отримав високу оцінку акторів та знімальної групи. Картер сказав: «Я думаю, що Повернення-2 — один з найкращих епізодів, які ми коли-небудь робили». Аналогічно, Спотніц назвав «Повернення-II» «одним із [його] улюблених епізодів» і пояснив: «Я думаю, що історія має кришталеву чистоту та чіткість, і це просто підходить для мене ідеально». Андерсон оповіла: «Я думала, що це приголомшливий епізод, особливо сцени в залі слухання, і весь хід монологу Скаллі. Як це було написано і знято, і як це було відредаговано. Казково».

## Сприйняття
Серія вперше вийшла в ефір у США 2 листопада 1997 року на телеканалі «Фокс».. «Повернення» отримало рейтинг Нільсена 16,1 з часткою 22. Серію переглянули 27,34 мільйона людей; це найбільш рейтинговий епізод сезону та другий із найвищим рейтингом — після « Леонарда Беттса», який вийшов у ефір після «Супербоула XXXI». Причина такого ажіотажу навколо «Повернення» частково полягала в тому, що попередній епізод, «Гефсиманський сад», зародив сумніви — чи дійсно Малдер мертвий ачи ні. Стаття в журналі «The Wall Street Journal» навіть обговорювала теорії фанів щодо безумства Малдера, в той час як через кілька тижнів після «смерті Малдера» демонструвався мультфільм у «Нью-Йоркері».

## Знімалися
| Актор                   | Роль                    |
| ----------------------- | ----------------------- |
| Девід Духовни           | Фокс Малдер             |
| Джилліан Андерсон       | Дейна Скаллі            |
| Чарльз Кіоффі           | Скотт Блевінс           |
| Шейла Ларкен            | Маргарет Скаллі         |
| Пет Скіппер             | Білл Скаллі             |
| Джон Фінн               | Майкл Крітчгау          |
| Стів Макай              | Скотт Остелгофф         |
| Мітч Піледжі            | Волтер Скіннер          |
| Вільям Брюс ДевісКурець |                         |
| Дон С. Вільямс          | Перший старійшина       |
| Брюс Гарвуд             | Джон Фіцджеральд Байєрс |
| Дін Гаглунд             | Річард Ленглі           |
| Том Брейдвуд            | Мелвін Фрогікі          |
| Меган Лейтч             | Саманта Малдер          |